# Ishaq ibn Muhammad Tayrab
Ishaq ibn Muhammad Tayrab (tiếng Ả Rập: إسحاق بن محمد تيراب) là sultan của Vương quốc Hồi giáo Darfur từ năm 1786 đến năm 1787.

## Tiểu sử
Xuất thân từ triều đại Keira, Ishaq là con trai của Quốc vương Muhammad Tayrab. Tuyên bố thừa kế ngai vàng khi còn trẻ. Năm 1785, ông cùng cha tham gia chiến dịch tới Kordofan, nơi ông đã chinh phục được.
Năm 1786, sau cái chết của Muhammad Tayrab, ông trở thành quốc vương. Tuy nhiên, ngôi vương của ông đã bị tranh chấp bởi chú của ông là Abd ar-Rahman, được thái giám có ảnh hưởng Muhammad Kurra ủng hộ. Đến cuối năm 1787, Ishaq đã bị gạt khỏi ngai vàng. Tuy nhiên, có lẽ ông đã tiếp tục cuộc đấu tranh cho đến năm 1790.